# Resolution 829 des UN-Sicherheitsrates
In der Resolution 829 des UN-Sicherheitsrates beschloss der UN-Sicherheitsrat am 26. Mai 1993, der UN-Vollversammlung die Zustimmung zum Beitritt des Fürstentums Monaco zu den Vereinten Nationen zu empfehlen. Die Vollversammlung folgte dieser Empfehlung, sodass Monaco am 28. Mai 1993 das 183. Mitglied der UN wurde.
Monaco war somit als zweites der drei Fürstentümer Monaco, Andorra und Liechtenstein Mitglied bei den Vereinten Nationen. Andorra folgte wenig später 1993, Liechtenstein erhielt bereits 1990 die Mitgliedschaft.